# Paul-Émile Descomps
Pour les articles homonymes, voir Descomps.
Paul-Émile Descomps, né le 7 juillet 1892 à Gimont (Gers) et mort le 7 juillet 1964 à Lectoure (Gers), est un homme politique socialiste français, résistant, sénateur de 1948 à 1955.

## Biographie
Revenu décoré de la Croix de guerre de la Première Guerre mondiale, il entre dans l'Éducation nationale comme surveillant général. Il est nommé d'abord à Vannes, puis à Castres. Militant de la SFIO, il est élu premier adjoint au maire de Castres en 1926. Nommé censeur du lycée d'Auch en 1934, il poursuit alors sa carrière politique dans le département du Gers. Pendant la Seconde Guerre mondiale, il participe à la Résistance et représente les socialistes au sein du Comité départemental de libération du Gers. Il est ensuite sénateur de 1948 à 1955.

## Détail des fonctions et des mandats
Mandat parlementaire
- 7 novembre 1948 - 19 juin 1955 : Sénateur du Gers